# Tahir İsayev
Tahir İsrafil oğlu İsayev (eingedeutscht Tahir Isajew; 28. April 1922 im Dorf Birinci Şıxlı, Birindschi Schichli, Provinz Qazax, Aserbaidschanische SSR, UdSSR; † 2001 ebenda, Republik Aserbaidschan), besser bekannt unter seinem italienischen Spitznamen „Serafino“, war ein Leutnant der Roten Armee aserbaidschanischer Herkunft, der im Zweiten Weltkrieg gegen die Wehrmacht kämpfte. Einen besonderen Namen machte er als Widerstandskämpfer der italienischen Resistenza gegen die deutsche Besetzung Italiens. Für seine Verdienste wurde er unter anderem mit der „Garibaldi-Medaille“ (Garibaldi-Stern) und dem Orden „Antonio Gramsci“ ausgezeichnet.

## Leben
Isayev wurde beim deutschen Überfall auf die Sowjetunion im Juni 1941 mit nur 19 Jahren in die Rote Armee einberufen. Er hatte gute Deutschkenntnisse und fungierte hauptsächlich als Späher. Im August 1942 wurde er während der Sommeroffensive der Wehrmacht in Richtung Nordkaukasus beim Versuch eine strategisch wichtige Brücke bei Mosdok zu sprengen schwer verletzt. Er geriet in die deutsche Gefangenschaft und wurde in ein Kriegsgefangenenlager nach Österreich gebracht.
Im März 1943 wurde Isayev gemeinsam mit einer kleinen Gruppe von Kriegsgefangenen zur Räumung eines von alliierten Bombenangriffen betroffenen Gebiets in der Stadt Bergamo in der Lombardei eingesetzt. Hier gelang es ihm zusammen mit dem russischen Leutnant Jakow Winogradow, den Wachsoldaten umzubringen und zu entkommen. Auf der Flucht traf er die Italienerin Adele Maurizio, die ihm half, sich der Partisanenbewegung anzuschließen. Adele machte Isayev mit ihrem Bruder Antonio Milesi, dem Anführer der Guerilla-Brigade „Demi“, bekannt. Im Oktober 1943 wechselte er zur Brigade Fiamme Verdi (Grüne Flammen-Brigade). Aufgrund der Ähnlichkeit seines Namens mit dem seines Vaters (Israfil) gaben ihm die Kampfgefährten den Spitznamen „Serafino“. Im Sommer 1944 verfügte die Brigade Fiamme Verdi über sechs Kampfgruppen, eine davon wurde von Isayev angeführt.
Bei einem der heftigen Gefechte im Sommer 1944 auf dem Monte Alben nördlich von Bergamo verletzte sich Isayev am linken Bein und geriet zum zweiten Mal in Gefangenschaft. Im November 1944 gelang ihm erneut die Flucht. Er kehrte wieder zur Brigade Fiamme Verd zurück. Als Kommandant einer Partisaneneinheit leitete Isayev (Serafino) in den folgenden Monaten zahlreiche gefährliche und waghalsige Einsätze (unter anderem die Sprengung von Kommandostellen und Militärlagern, Überraschungsangriffe aus dem Hinterhalt etc.) gegen die Stellungen der Deutschen in der Gegend rund um die kleine Gemeinde Serina. Sein letzter großer Einsatz war die aktive Mitwirkung an der Befreiung von Mailand am 25. April 1945.

## Die Zeit nach dem Zweiten Weltkrieg
Nach dem Krieg kehrte Isayev nach Aserbaidschan zurück. Allerdings wurde er in seinem Heimatort geächtet, weil er im Krieg in Gefangenschaft geraten war. Um nicht des Verrats beschuldigt zu werden, sah sich Isayev gezwungen, seine Heimat zu verlassen. Er ging ins benachbarte Georgien und ließ sich in der Stadt Rustawi nieder. Hier arbeitete er als Schmied und Schweißer in einem Hüttenwerk. 
Im April 1967 wurde Isajew von der Nationalen Gesellschaft der Partisanen Italiens nach Mailand und Bergamo eingeladen, um den Tag des Sieges über den Faschismus zu begehen. Dorf traf sich Isayev nach über 20 Jahren mit seinen italienischen Kampfkameraden von der „Fiamme Verdi“, aber auch mit Adele Maurizio zusammen. Zudem wurde er von Luigi Longo, dem Vorsitzenden der Kommunistischen Partei Italiens empfangen. Während dieser Reise bekam Isajew die Partisanenauszeichnungen „Garibaldo-Medaille“, „Antonio Gramsci“ und „Fiamme Verdi“. Nach seiner Rückkehr in die UdSSR wurde ihm noch im selben Jahr die "Tapferkeitsmedaille (Sowjetunion)" verliehen. 1985 folgte der Orden des Vaterländischen Krieges.
Den Rest seines Lebens verbrachte Isayev im Heimatdorf Birinci Şıxlı und starb dort im Jahr 2001.

## Andenken
Im Jahr 1974 drehte Regisseur Niyazi Badalov im Filmstudio „Aserbaidschanfilm“ einen Dokumentarfilm mit dem Titel „Damals hieß er Serafino“ über den Lebensweg von Isayev.
Das Wohnhaus von Isayev im Dorf Birinci Şıxlı dient heutzutage als Hausmuseum. Vor dem Haus wurde ihm ein Denkmal gesetzt.